# Чемпіонат Азії та Океанії з хокею із шайбою серед юніорських команд
Чемпіонат Азії та Океанії з хокею із шайбою серед юніорських команд — щорічне змагання, яке організовувалось Міжнародною федерацією хокею із шайбою з 1984 по 2002 роки. Надалі він був скасований, а збірні беруть участь у чемпіонаті світу з хокею із шайбою серед юніорів (гравців не старше 18 років).

## Історія
Перший чемпіонат пройшов у 1984 році в двох японських містах Кусіро та Томакомай. У перших трьох турнірах брали участь лише чотири збірні: Австралії, Китаю, Південної Кореї та Японії. З 1987 року до чемпіонату приєдналась КНДР.
У 1991 році в турнірі брала участь збірна Мексики, це був перший та останній для них чемпіонат, посіли останнє п'яте місце.
У 1993 до турніру прєдналась збірна Казахстану, також до турніру мала приєднатись збірна Нової Зеландії але не прибула на змагання до Казахстану. Збірна Казахстану виступала в цьому чемпіонаті до 1997 року включно, після чого почала виступати в чемпіонаті Європи.
У 1998 на чемпіонаті дебютували збірні Нової Зеландії та Таїланду. З наступного чемпіонату змінився формат, він відбувався у двох групах «А» та «В», також дві збірні дебютували на турнірі збірна Китайського Тайбею та збірна Південно-Африканської Республіки з африканського континенту.
У 2000 дебютує збірна Монголії. Чемпіонат 2002 року став останнім з наступного сезону всі збірні двох континентів почали брати участь у чемпіонаті світу.

## Результати
| Рік  | Золото         | Срібло         | Бронза         | Господар (місто)    | Господар (країна) |
| ---- | -------------- | -------------- | -------------- | ------------------- | ----------------- |
| 1984 | Японія         | КНР            | Південна Корея | Кусіро та Томакомай | Японія            |
| 1985 | Японія         | Південна Корея | Австралія      | Сеул                | Південна Корея    |
| 1986 | Японія         | КНР            | Південна Корея | Аделаїда            | Австралія         |
| 1987 | Північна Корея | КНР            | Японія         | Гірин               | Китай             |
| 1988 | КНР            | Японія         | Південна Корея | Бендіго             | Австралія         |
| 1989 | Японія         | Південна Корея | КНР            | Хатінохе            | Японія            |
| 1990 | Японія         | КНР            | Південна Корея | Сеул                | Південна Корея    |
| 1991 | Японія         | КНР            | Північна Корея | Гірин               | Китай             |
| 1992 | Японія         | Північна Корея | КНР            | Харуторі            | Японія            |
| 1993 | Казахстан      | Японія         | Південна Корея | Сеул                | Південна Корея    |
| 1994 | Казахстан      | Південна Корея | Японія         | Пекін               | Китай             |
| 1995 | Японія         | Казахстан      | КНР            | Обіхіро             | Японія            |
| 1996 | Казахстан      | Південна Корея | Японія         | Усть-Каменогорськ   | Казахстан         |
| 1997 | Японія         | Казахстан      | Південна Корея | Сеул                | Південна Корея    |
| 1998 | Південна Корея | Японія         | КНР            | Харбін              | Китай             |
| 1999 | Японія         | Південна Корея | КНР            | Нікко               | Японія            |
| 2000 | Північна Корея | Південна Корея | КНР            | Чанчунь             | Китай             |
| 2001 | Південна Корея | КНР            | Австралія      | Сеул                | Південна Корея    |
| 2002 | КНР            | Австралія      | Нова Зеландія  | Окленд              | Нова Зеландія     |

### Дивізіон ІІ
| Рік  | Золото         | Срібло            | Бронза        | Господар (місто) | Господар (країна) |
| ---- | -------------- | ----------------- | ------------- | ---------------- | ----------------- |
| 1999 | Північна Корея | ПАР               | Нова Зеландія | Пхеньян          | Північна Корея    |
| 2000 | Нова Зеландія  | Китайський Тайбей | Таїланд       | Бангкок          | Таїланд           |
| 2001 | Монголія       | Китайський Тайбей | Таїланд       | Сеул             | Південна Корея    |

## Загальна кількість медалей
| Країна         | Золото | Срібло | Бронза | Всього |
| Японія         | 10     | 3      | 3      | 16     |
| Казахстан      | 3      | 2      | 0      | 5      |
| КНР            | 2      | 6      | 6      | 14     |
| Південна Корея | 2      | 6      | 6      | 14     |
| Північна Корея | 2      | 1      | 1      | 4      |
| Австралія      | 0      | 1      | 2      | 3      |
| Нова Зеландія  | 0      | 0      | 1      | 1      |